# Moritz von Königswarter

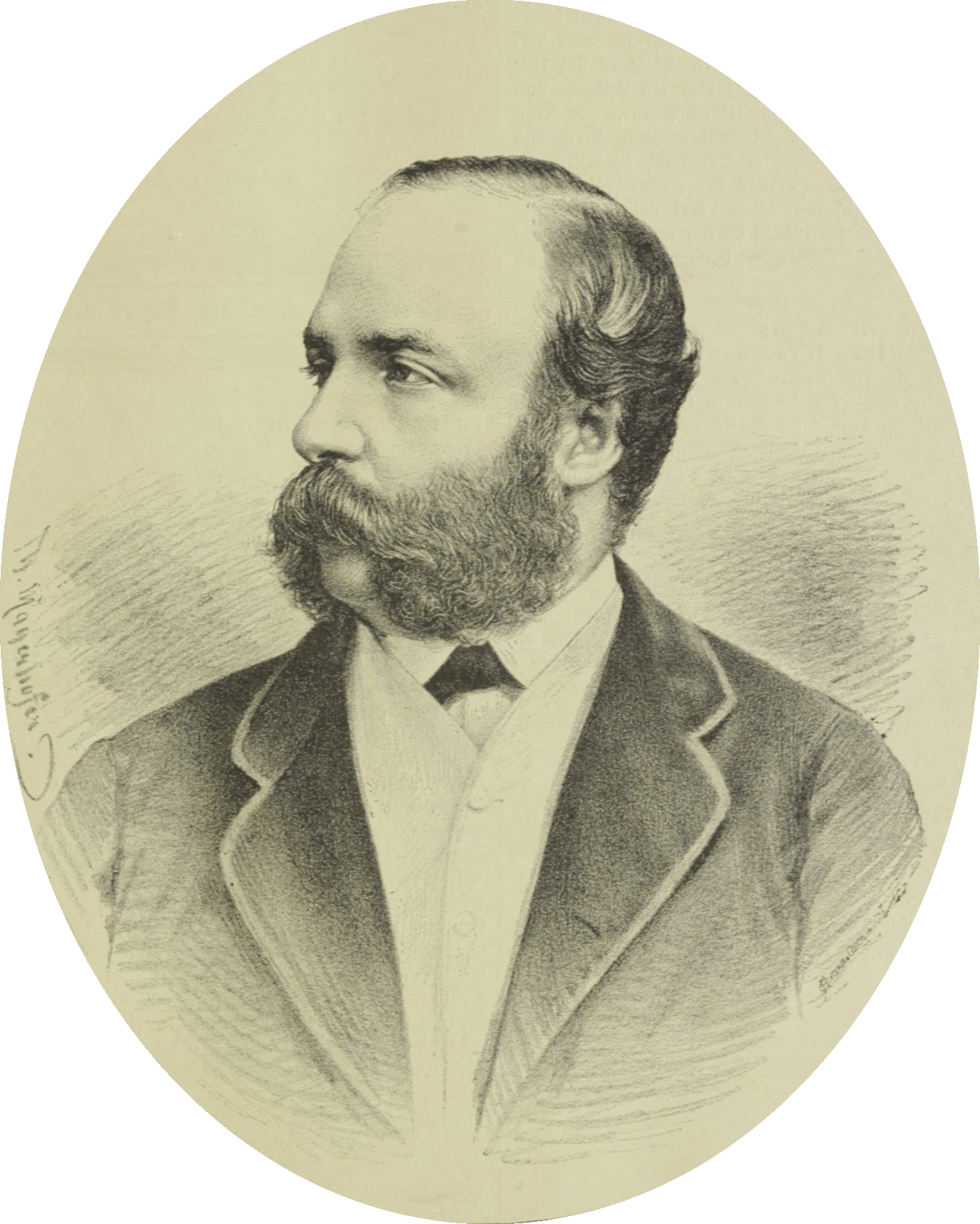
Moritz von Königswarter (Porträt von Theodor Mayerhofer, 1884)

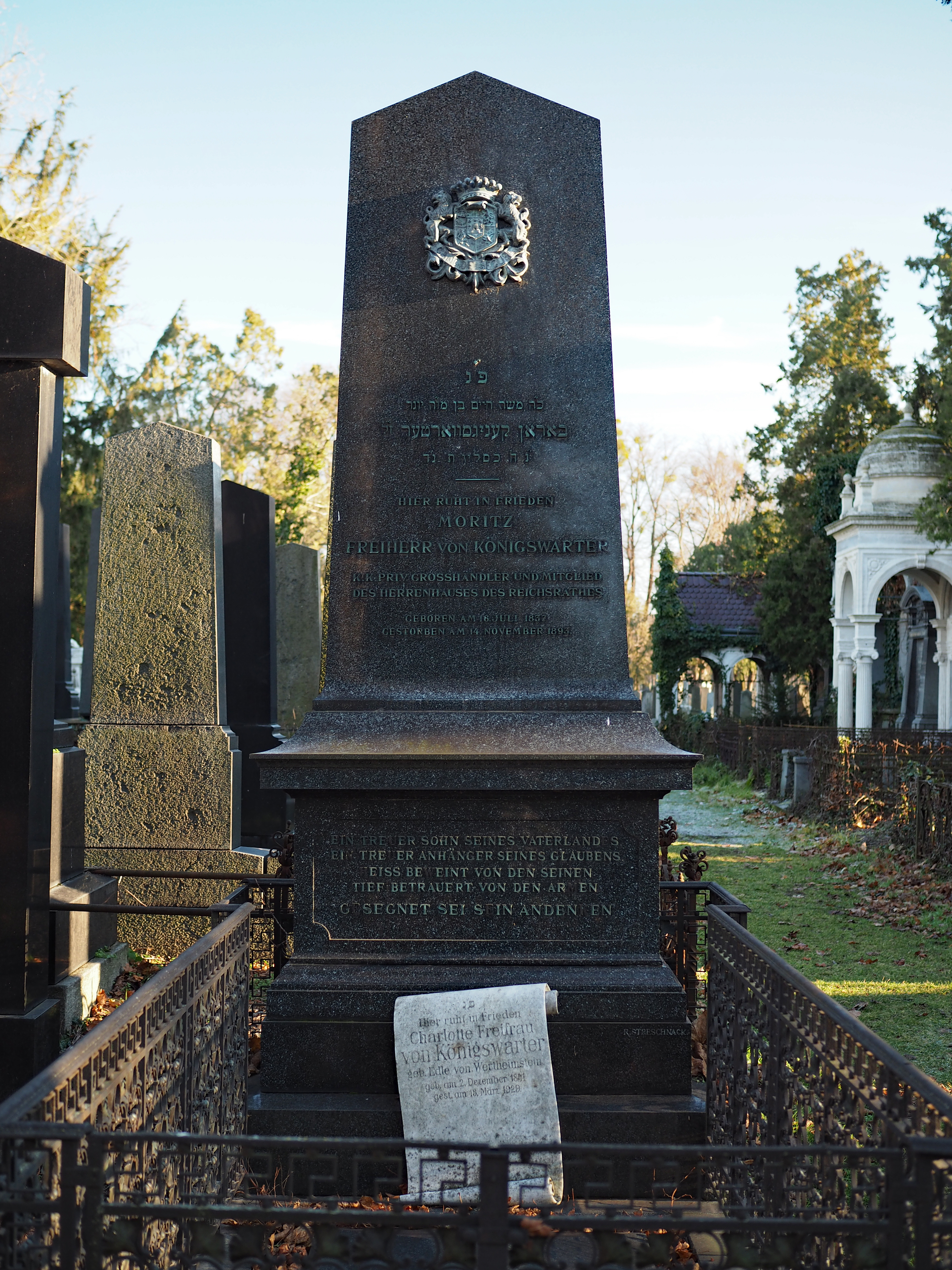
Grab von Moritz von Königswarter und seiner Gattin Charlotte auf dem Wiener Zentralfriedhof

Moritz Freiherr von Königswarter, in einigen Veröffentlichungen auch Moriz (* 16. Juli 1837 in Wien; † 14. November 1893 ebenda), war ein österreichischer Bankier. Er war Mitglied des österreichischen Herrenhauses und jüdischer Philanthrop.

## Leben
Königswarter wurde 1860 Gesellschafter und 1872 Leiter der Bank seines Vaters Jonas Freiherr von Königswarter. Von 1879 bis 1881 gehörte er dem Verwaltungsrat der Creditanstalt an. Er war auch einige Zeit dänischer Generalkonsul in Wien und Direktor der Nordbahn sowie Mitglied des Staatsschulden-Kontrollausschusses. Ferner gehörte er zu den Mitbegründern der am 15. Oktober 1893 (in krankheitsbedingter Absenz Königswarters) eröffneten Israelitisch-Theologischen Lehranstalt (Rabbiner-Seminar) in Wien (Tempelgasse 3).
Königswarter errichtete und unterhielt das auf den 1840 gegründeten Verein zur Förderung der Handwerke unter den inländischen Israeliten zurückgehende jüdische Lehrlingsheim in der Grünentorgasse 26, Wien-Alsergrund, das bis zu seiner Auflösung durch die Nationalsozialisten, 1938, existierte und das als Heim- und Lehrstätte im Jahre seiner Schließung 118 Waisenknaben beherbergte. Kurz vor seinem Ableben stiftete Königswarter dem Verein zur Errichtung und Unterhaltung von Wärmestuben 100.000 Gulden. Zahlreiche andere humanitäre Institutionen sind mit dem Namen Königswarters verbunden, unter anderem das Israelitische Blindeninstitut auf der Hohen Warte sowie die Kaiser-Franz-Josephs-Stiftung.
Im Jahr 1879 wurde Königswarter zum Mitglied des österreichischen Herrenhauses auf Lebenszeit ernannt.
Nach schweren Leiden verstarb Moritz von Königswarter in seinem Palais am Kärntner Ring 4, Wien-Innere Stadt. Gemäß seinem letzten Willen wurde sein Leichnam obduziert. Die vom Pathologen Richard Paltauf vorgenommene Leichenöffnung erbrachte unter anderem ein hühnereigroßes, etwa eineinhalb Jahre altes Gliom im linken unteren Hirnlappen. Königswarter wurde am 16. November 1893 auf dem Wiener Zentralfriedhof bestattet, wo er ein Ehrengrab erhielt (Tor 1, Gruppe 5b, Reihe 1, Nr. 7).
Moritz von Königswarter war seit dem 28. Oktober 1860 mit der bekannten Philanthropin Charlotte Edle von Wertheimstein (* 2. Dezember 1841 in Wien; † 13. März 1929 ebendort) verheiratet gewesen. Von seinen drei Söhnen wurde der zweitgeborene, Hermann (1864–1915), zum Universalerben bestimmt. Die Annahme, der Obduktionsbefund könnte Grundlage für die Anfechtung des Testaments durch die beiden minderberücksichtigt gebliebenen Söhne sein, wurde von den drei Brüdern unisono zurückgewiesen.